# Spedizione di Camden
La spedizione di Camden (23 marzo – 2 maggio 1864) è stata una campagna militare condotta in Arkansas durante la guerra di secessione americana da parte dell'esercito nordista.
La spedizione, comandata dal maggiore generale Frederick Steele, partendo da Little Rock e Fort Smith, aveva lo scopo di raggiungere Shreveport. Qui si sarebbe ricongiunta con le forze del maggiore generale Nathaniel Banks e con quelle del retroammiraglio David Dixon Porter - che avrebbero dovuto risalire la valle del Red River - per poi scatenare un'offensiva in Texas.
Tuttavia le due componenti della spedizione non riuscirono a convergere e gli uomini di Steele subirono pesanti perdite in una serie di battaglie contro l'esercito confederato del maggiore generale Sterling Price e del generale Edmund Kirby Smith.

## La campagna
Nella fase finale della guerra civile, il Dipartimento della Guerra degli Stati Uniti, sotto la direzione del Segretario Edwin McMasters Stanton, sviluppò una strategia per ripristinare il controllo dell'Unione su Arkansas, Louisiana e Texas. Questa prevedeva il coinvolgimento di una serie di unità che avrebbero dovuto distruggere le rimanenti truppe confederate nel sud dell'Arkansas e nel nord della Louisiana per poi convergere verso il Texas, ponendo fine al controllo sudista su questi tre stati.
Il 23 marzo 1864 il maggiore generale Steele, alla testa di unità composta da circa 8 500 truppe di fanteria, artiglieria e cavalleria, iniziò la spedizione partendo dall'arsenale di Little Rock, in Arkansas. Quasi contemporaneamente le forze maggiore generale Banks e quelle del retro ammiraglio Porter partirono da New Orleans. Steele e Naks avrebbero dovuto arrivare fino a Shreveport. Steele avrebbe dovuto consolidare il proprio controllo sulla città mente Banks aveva il compito di proseguire verso il nord-ovest del Texas.
Il percorso di Steele prevedeva l'attraverso di un'area scarsamente popolata. Per potersi rifornire cercò dunque di occupare la città portuale di Camden, sul fiume Ouachita. Poiché tutti i ponti sul Little Missouri erano inagibili, le truppe nordiste dovettero guadare le acque melmose del fiume. Ciò rallentò la loro avanzata e quando arrivarono a Elkin's Ferry vennero attaccate dalle forze confederate del brigadiere generale Joseph O. Shelby alle quali si aggiunsero anche gli uomini di John Sappington Marmaduke.
Nonostante queste difficoltà, il 10 aprile Steele riuscì a proseguire arrivando nei pressi di Shreveport. Venne però nuovamente attaccato dai sudisti nei pressi di Prairie D'Ane e fu costretto a ritirarsi verso Camden. Mentre si ritirava Steele venne attaccato dalle forze di Sterling Price ma riuscì comunque a tornare nella città il 15 aprile. Qui non aveva a disposizione abbastanza rifornimenti e dopo due giorni, in attesa di ricevere notizie da Banks inviò delle spedizioni per cercare di procurarsi il necessario per proseguire le operazioni. Banks tuttavia era stato sconfitto nella battaglia di Mansfield da Kirby Smith che ora si stava dirigendo in Arkansas per intercettare Steele.
Il 26 aprile, dopo aver perso molti uomini nella battaglia di Marks' Mills, Steele dovette abbandonare Camden e tornare verso Little Rock. Durante la ritirata venne nuovamente attaccato dai confederati e riuscì a oltrepassare il Sabine River solo al prezzo di forti perdite. Il 3 maggio Steele rientrò a Little Rock.
La spedizione di Camden fu per molti versi il più grande fallimento dell'esercito nordista durante la guerra civile in Arkansas. Le forze dell'Unione persero oltre 2 500 uomini senza riuscire a raggiungere né Shreveport né il Texas. Le forze confederate inoltre poterono tornare a spadroneggiare per le zone rurali dell'Arkansas.